# Jan Dienstl
Jan Dienstl (* 8. července 1970) je český finančník zaměřující se především na energetiku a majitel vinařství Třebívlice. Ve svém podnikání je spojen se skupinou Sev.en, v 90. letech byl součástí skupiny Motoinvest. Jeho působení je spojeno s finančníkem Pavlem Tykačem. V roce 2021 ho žebříček časopisu Forbes řadil majetkem v hodnotě 3,5 mld. Kč na 87. místo mezi nejbohatšími občany Česka.

## Finančnictví
V 90. letech založil spolu s Pavlem Tykačem a dalšími společníky skupinu Motoinvest, v rámci které byl "mužem číslo dvě", díky které v rámci privatizací nahromadil značný majetek.
Spolu s Pavlem Tykačem později ovládl skupinu Czech Coal, která se následně transformovala na skupinu Seven Energy. V roce 2013 Tykač odprodal společnost Litvínovská uhelná ze skupiny Czech Coal Janu Dienstlovi spolu s Tomášem Fohlerem. Kolem roku 2015 byl velmi aktivní a veřejně činný v souvislosti s bojem o prolomení těžebních limitů v Severních Čechách, v čemž byl úspěšný pouze zčásti (došlo k prolomení limitů na dole Bílina). V roce 2016 byl ještě majitelem 30% akcií mimo skupinu Czech Coal vyčleněné společnosti Severní energetická (dříve Litvínovská uhelná v rámci skupiny Czech Coal), dalšími majiteli byli Tomáš Fohler (30%) a prostřednictvím společnosti Haltixar opět také Pavel Tykač (40%). V roce 2018 se Dienstl po dřívějším stažení Tomáše Fohlera z transformované skupiny pod společným názvem Sev.en Energy stáhl také a jejím jediným vlastníkem se stal Pavel Tykač.
V několika kauzách souvisejících s privatizacemi v 90. letech byl obviněn (například krach Agrobanky či vytunelování CS Fondů), nicméně ve všech případech byl nakonec soudem obvinění zproštěn.

## Vinařství
V roce 1996 koupil jako investici za milion korun sbírku 20 000 lahví vína z pražského hotelu Forum. Místo jejich přeprodeje se nicméně začal vínu věnovat a v roce 2002 obnovil zaniklou vinici v Třebívlicích u Mostu. Vinařství provozuje pod názvem Zámecké vinařství Třebívlice, víno produkuje od roku 2012, prodává ho od roku 2014. Je tak jedním z více českých miliardářů, kteří investovali svůj kapitál do vinařství. Vedle něj je to například Vladimír Železný, Ivo Dubš, Gabriel Večeřa či slovenský byznysmen Anton Siekel. Ve velkém se vinařství věnuje také Patrik Tkáč prostřednictvím divize společnosti J&T – J&T Wine Holding.